# Alba Spugnini Santomé
Alba Chiara Spugnini Santomé (geboren am 30. Juni 2000 in Arona) ist eine spanische Handballspielerin.
Spugnini spielte bis 2019 bei Tejina de Tenerife in der zweiten spanischen Liga. Ab 2019 spielte sie bei Rocasa Gran Canaria.  Spugnini wird auf der Spielposition am Kreis und Linksaußen eingesetzt. Im Sommer 2023 wechselte sie zum rumänischen Verein CS Minaur Baia Mare.
Mit Gran Canaria gewann sie den EHF European Cup 2021/22 und nahm auch an anderen europäischen Vereinswettbewerben teil.
Sie stand im Aufgebot spanischer Nachwuchsnationalmannschaften. Am 30. Juni 2022 bestritt sie ihr erstes Länderspiel für die spanische Nationalmannschaft. Mit Spaniens Auswahl gewann sie am 6. Juli die Goldmedaille bei den Mittelmeerspielen 2022. Sie nahm mit dem Team an der Europameisterschaft 2022 teil.